# Przysłop (polana w Beskidzie Śląskim)
Przysłop (też: Przysłup, z odmianą „na Przysłupiu”; 880–995 m n.p.m.) – duża polana w masywie Baraniej Góry w Beskidzie Śląskim, Znajduje się w podrzędnym grzbieciku odbiegającym od Równiańskiego Wierchu w kierunku południowo-zachodnim. Stok polany opada w kierunku południowo-wschodnim ku dolinie Czarnej Wisełki. Polana znajduje się w granicach miasta Wisła w województwie śląskim, w powiecie cieszyńskim.
Nazwa „Przysłop” (słow. Príslop), często spotykana w Karpatach Zachodnich, oznacza „miejsce na grzbiecie, szczyt, przełęcz”, a także „skarpa podpierająca zbocze górskie”.
Na polanie stoi drewniany budynek dawnej gajówki Habsburgów z II połowy XIX w., w którym mieści się obecnie „Izba Leśna”, samotne gospodarstwo u dołu polany, murowane schronisko PTTK Przysłop pod Baranią Górą i drewniany budynek gospodarczy starego schroniska (tzw. „GOPR-ówka”), mieszczący obecnie Baraniogórski Ośrodek Historii Turystyki Górskiej „U źródeł Wisły”. Od 1897 stał tu drewniany pałacyk myśliwski Habsburgów (niem. Jagdschlossel), od 1925 pełniący funkcję schroniska Polskiego Towarzystwa Tatrzańskiego, a potem Polskiego Towarzystwa Turystyczno-Krajoznawczego, rozebrany w 1985 i przeniesiony do centrum Wisły.
Na stoku ponad schroniskiem istniała przez wiele lat drewniana skocznia narciarska, zbudowana w 1928 (rozbieg rozebrano w 1977). Wzdłuż północno-wschodniego skraju polany narciarski wyciąg orczykowy o długości 330 m.
Przez polanę biegną szlaki turystyczne: niebieski z Rupienki, zielony z Istebnej i czerwony (Główny Szlak Beskidzki) z Kubalonki – wszystkie na szczyt Baraniej Góry.